# Demoltiplica
La demoltiplica è un rotismo che riduce la velocità dei giri di un albero motore, aumentandone nel contempo la coppia motrice. 
Trascurando le perdite per attrito il prodotto tra coppia e regime di rotazione si mantiene costante. La coppia in uscita è incrementata dello stesso fattore di cui è ridotto il numero di giri.  
Esempi di applicazione sono i cambi degli autoveicoli o anche lo sterzo. Il motore gira a regime più elevato rispetto alle ruote ma produce all'albero motore una coppia inferiore rispetto a quella alle ruote.   
Il riduttore di giri viene utilizzato ad esempio nelle apparecchiature idrauliche di intercettazione, quali le saracinesche, valvole a farfalla, ecc., per poter ridurre la coppia di manovra in entrata e rendere graduale il movimento di apertura e chiusura della valvola,con lo scopo di scongiurare l'insorgere del colpo d'ariete a seguito di chiusura/apertura rapida. 
Infatti anche se l'operatore dovesse chiudere/aprire rapidamente la valvola, la demoltiplica, riducendo il numero di giri, fa sì che la manovra di chiusura/apertura avvenga comunque lentamente.